# Stazione di Spello
La stazione di Spello è la stazione ferroviaria della città di Spello, in provincia di Perugia.
Attivata il 21 luglio 1866, nel 1990 vide soppresso lo scalo merci; è dotata di due binari.
La stazione è dotata di biglietteria automatica, sala di attesa e bar. La stazione spellana si trova sulla linea Foligno-Terontola.

## Servizi
- Biglietteria automatica
- Sala d'attesa